# تشارلز كتر
كان تشارلز أمي كتر (بالإنجليزية: Charles Ammi Cutter)‏ (ولد 14 مارس 1837 - 6 سبتمبر 1903) أمين مكتبة أميركيًا. ساعد في إعادة فهرسة مكتبة كلية هارفارد في 1850 و1860، وإنتاج أول كتالوج للبطاقات العامة في أمريكا. روج كتر الفهرسة المركزية للكتب، والتي أصبحت الممارسة القياسية في مكتبة الكونغرس. تم انتخابه لمناصب قيادية في العديد من منظمات المكتبات على المستوى المحلي والوطني. اشتهر أيضًا بتصنيف كتر التوسعي، ونظامه الخاص بإعطاء أرقام تصنيف موحدة لكل كتاب، وترتيبها على الرفوف حسب هذا الرقم بحيث يتم وضع الكتب حول موضوعات مشابهة على الرف.

## روابط خارجية
- تشارلز كتر على موقع الموسوعة البريطانية (الإنجليزية)